# Melinggih
Melinggih is een bestuurslaag in het regentschap Gianyar van de provincie Bali, Indonesië. Melinggih telt 6337 inwoners (volkstelling 2010).